# Volero Publilius Philo
 (juin 2016).
Volero Publilius Philo (fl. 399 av. J.-C.) était un homme politique de la Rome antique.

## Vie
Il fut tribun militaire à pouvoir consulaire en 399 av. J.-C..